# Novoveská lípa
Novoveská lípa, nazývaná také Novoveská lípa 1, se nachází na hřbitově u kostela svatého Bartoloměje v Ostravě-Nové Vsi v Moravskoslezském kraji.

## Další informace
Je to pravděpodobně nejstarší strom v Ostravě. Strom je vitální, avšak poškozen vichřicí v roce 1985. Dutiny stromu jsou zakryté. Původně byla chybně zařazena jako lípa malolistá.
| Druh stromu              | lípa velkolistá srdcolistá (Tilia platyphyllos subsp. cordifolia) |
| Výška                    | 10,0 m a před poškozením 25 m                                     |
| Obvod                    | 5,70 m                                                            |
| Ochranné pásmo stromu    | dle zákona                                                        |
| Datum ochrany            | 1. ledna 1990                                                     |
| Stáří stromu k roku 2020 | 625 až 645 let                                                    |

## Galerie

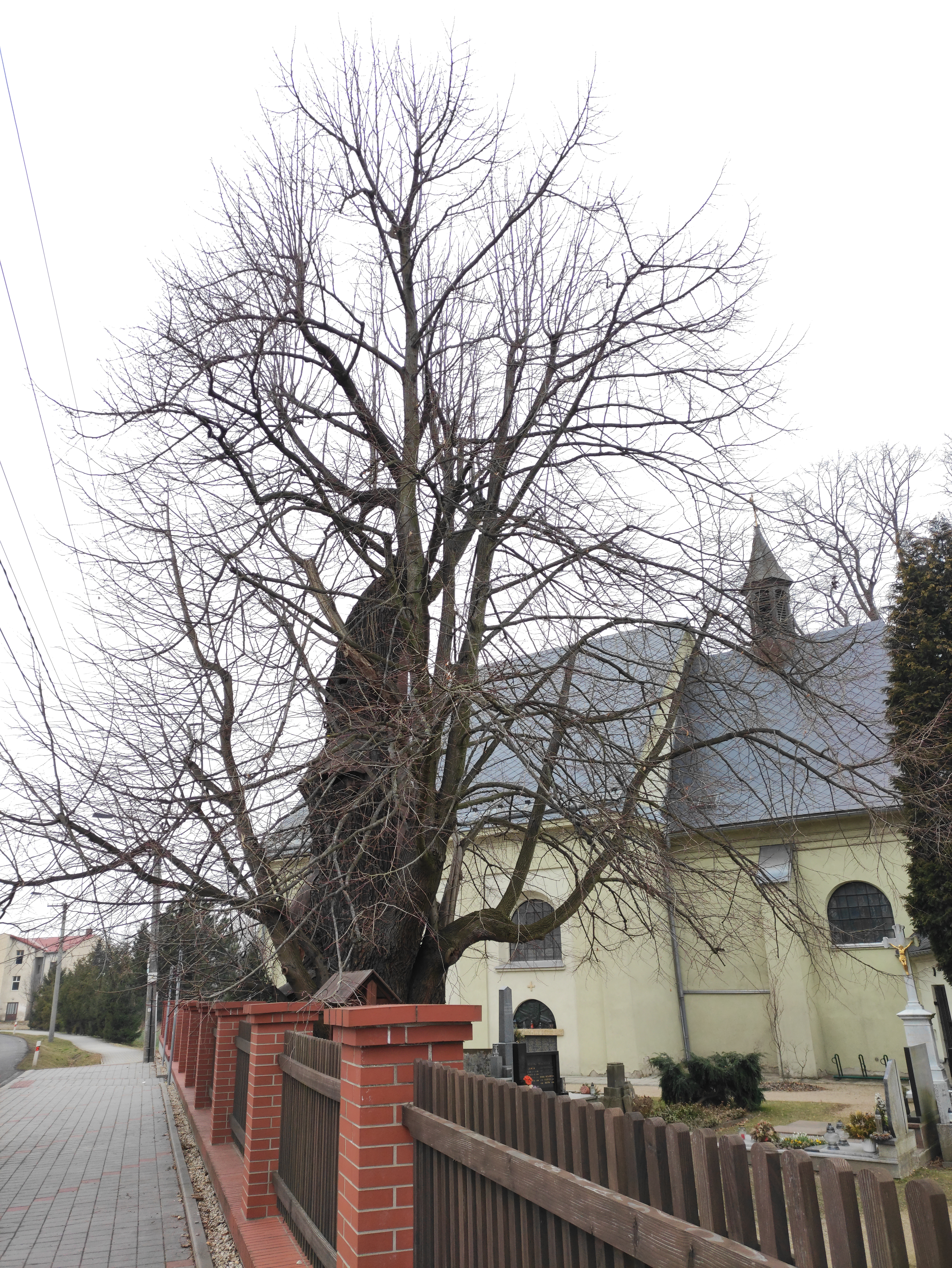
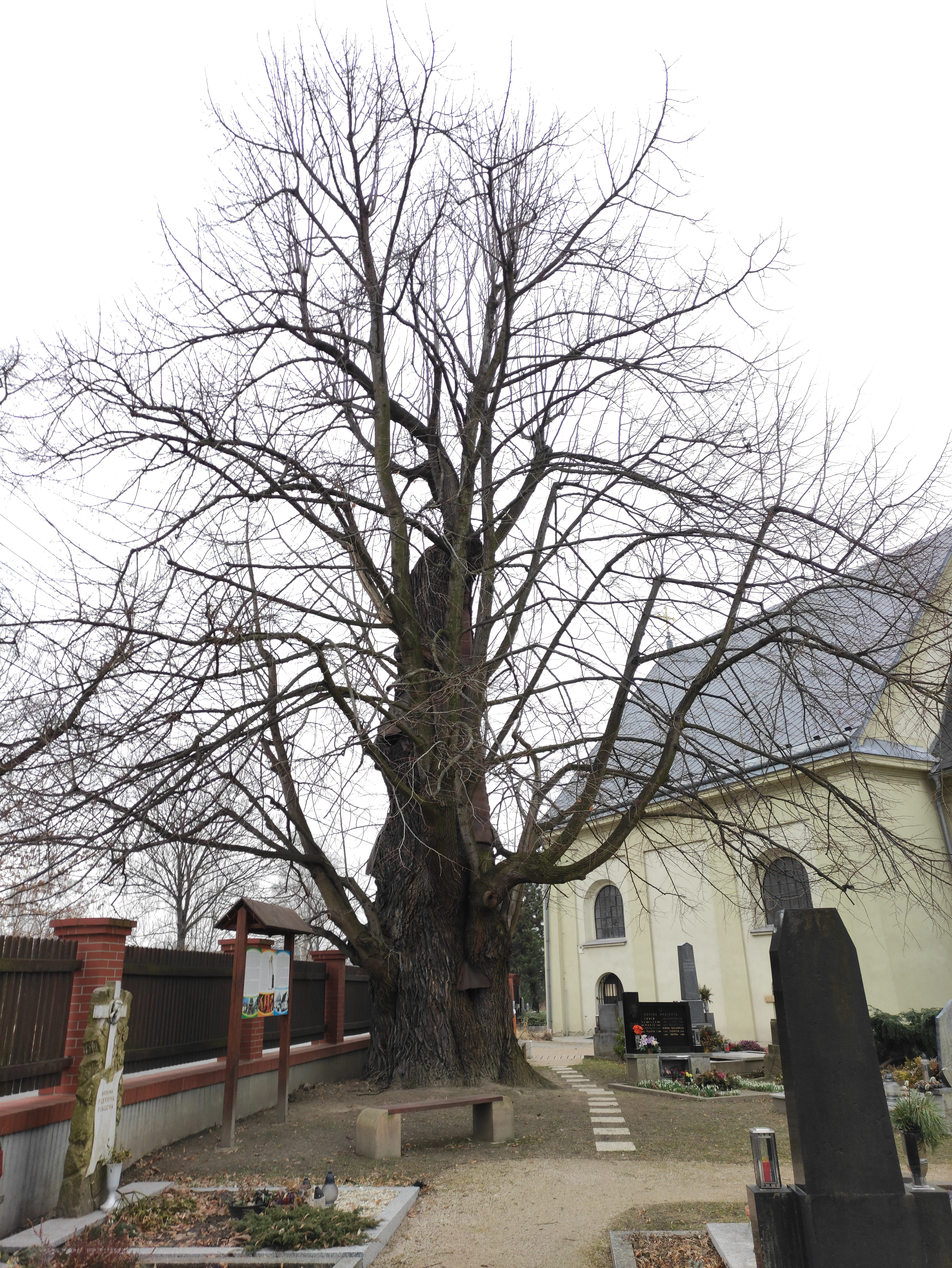
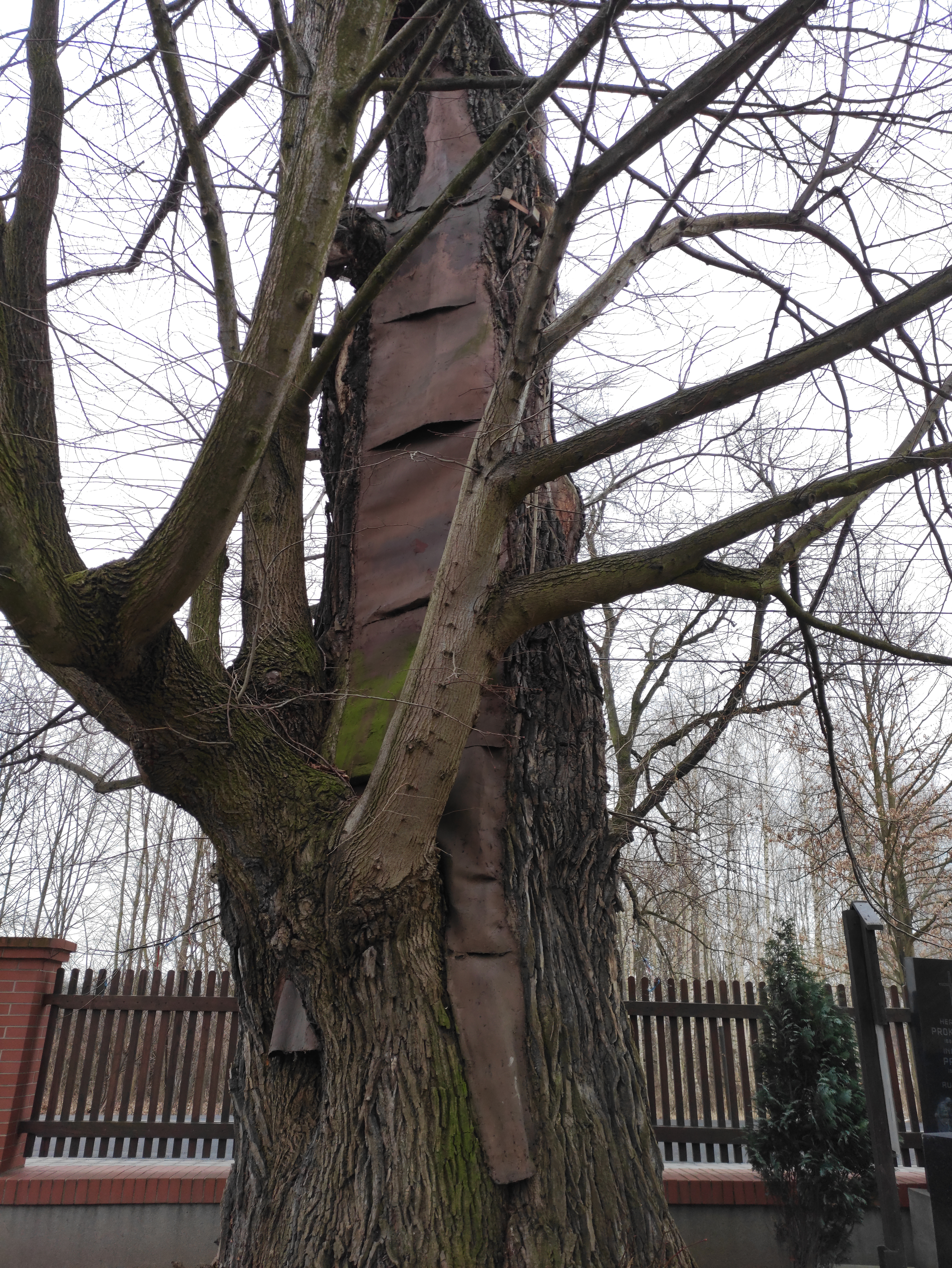
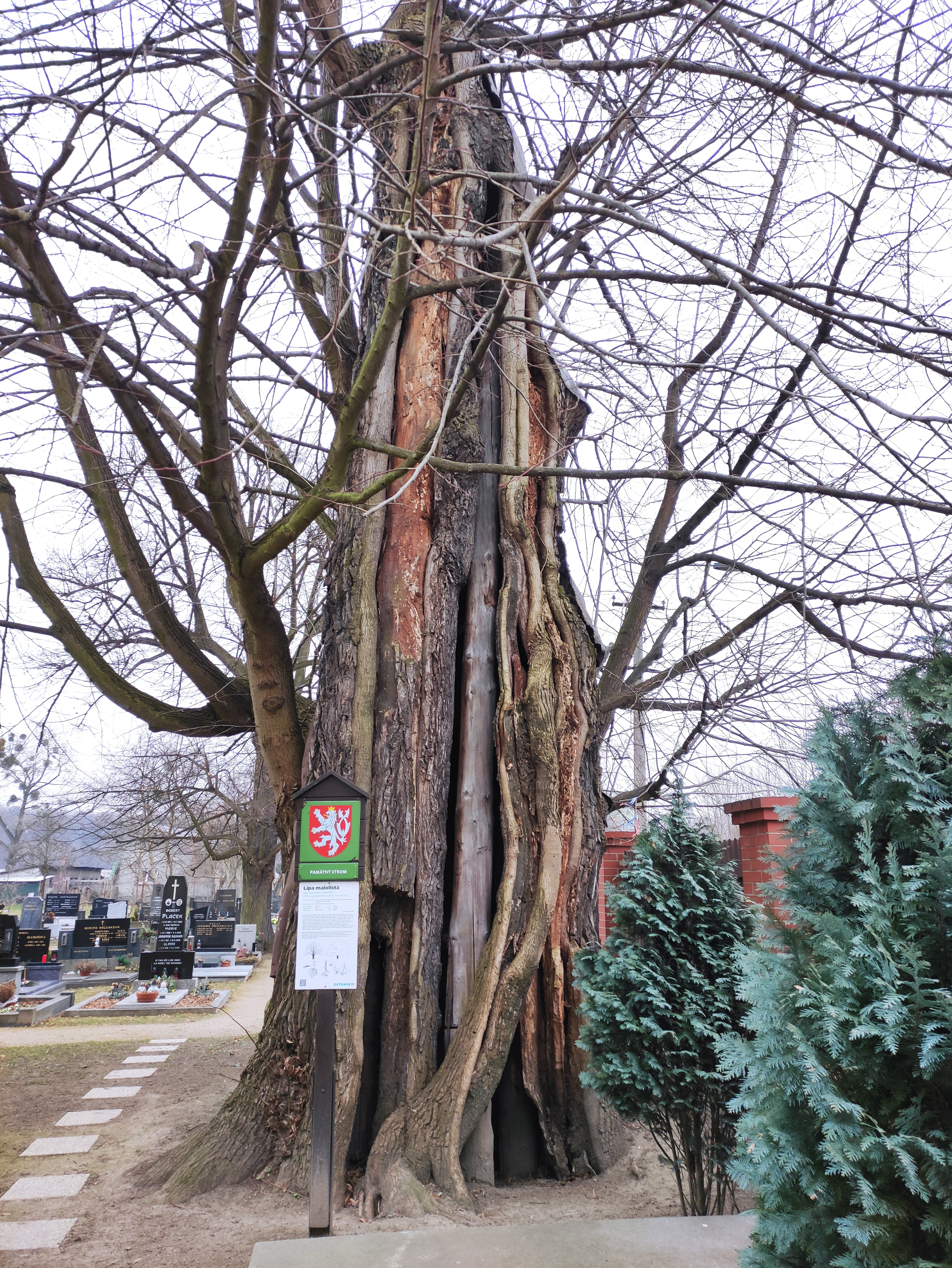
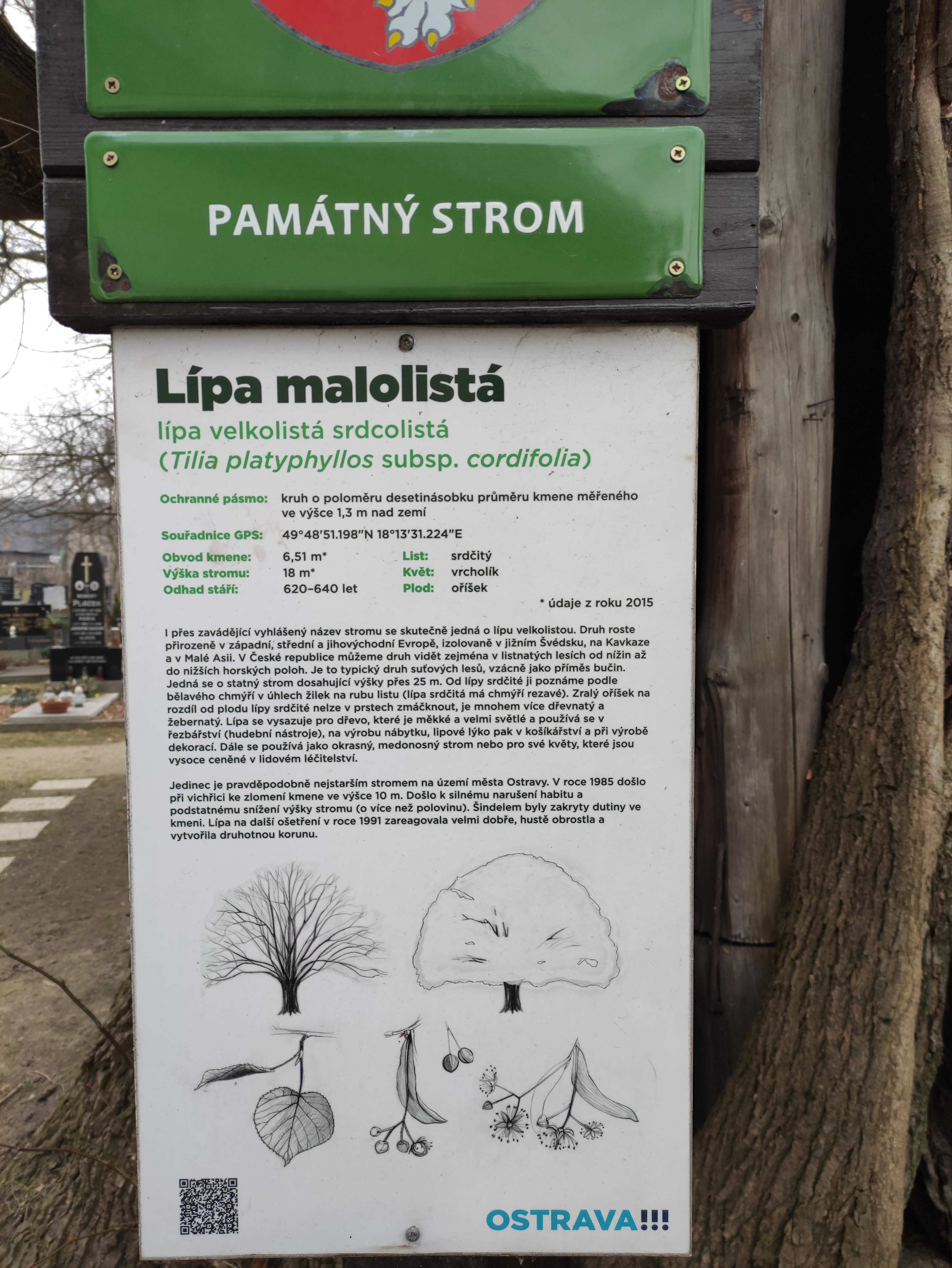